# Elkalyce rileyi
Elkalyce rileyi är en fjärilsart som beskrevs av Godfrey 1916. Elkalyce rileyi ingår i släktet Elkalyce och familjen juvelvingar. Inga underarter finns listade i Catalogue of Life.